# Даник
Данік - Єгипетська міра площі.
1 данік = 4 сахми = 1 / 2 хабби = 1 / 6 кірата = 1 / 144 феддана = 29,1725 м ² .